# Goosebumps (film)
Goosebumps is een Amerikaanse live-action/computeranimatie komische-horrorfilm uit 2015, geregisseerd door Rob Letterman. De film is gebaseerd op de jeugdboeken van Kippenvel (Engels: Goosebumps), geschreven door R.L. Stine.

## Verhaal
Zach gaat verhuizen naar een andere woonplaats. Als hij spullen naar binnen brengt in de nieuwe woning ziet hij het buurmeisje Hannah uit het raam kijken. Ze moet van haar vader weg bij het raam. De buurman kijkt even naar buiten, maar zegt niets tegen de nieuwe buurjongen.
Als in de avond Zach en een nieuwe vriend in de woning van de geheimzinnige buurman Hannah horen schreeuwen, denken ze dat Hannah in gevaar is. Ze gaan naar binnen, waar ze een boekenkast zien vol manuscripten van Goosebumps met allemaal een slot. Als ze de sloten eraf halen, betreden Hannah en haar vader de kamer. Die waarschuwen dat de manuscript-boeken gesloten moeten blijven. Zach probeert een van de boeken terug te zetten in de kast, maar het boek valt open. De letters waaien uit het boek en er verschijnt een monster. Ze worden door hem aangevallen. Zach beseft dat Hannahs vader de schrijver R.L. Stine moet zijn. Ook komen spoken, boze kabouters en andere schurken tot leven. Zach en Hannah hebben nu de taak om alle vreemde wezens terug te brengen waar ze vandaan komen voordat ze nog meer schade aanrichten aan de stad.

## Rolverdeling
| Acteur         | Personage                                |
| -------------- | ---------------------------------------- |
| Jack Black     | R.L. Stine / Slappy / Brent Green (stem) |
| Dylan Minnette | Zach Cooper                              |
| Odeya Rush     | Hannah Stine                             |
| Ryan Lee       | Champ                                    |
| Amy Ryan       | Gale Cooper                              |
| Jillian Bell   | Lorriane Conyers                         |
| Halston Sage   | Taylor                                   |